# Enric I d'Anglaterra
Enric I d'Anglaterra (versemblantment Selby, Yorkshire, setembre del 1068- Lyons-la-Forêt, a prop de Rouen, Normandia 1135) fou rei d'Anglaterra de l'any 1100 fins a la seva mort.
Com a quart fill mascle de Guillem el Conqueridor, des de la seva infantesa s'esperava que Enric seguís la carrera eclesiàstica, i per això va rebre una excel·lent educació. El cronista Guillem de Malmesbury afirma que Enric un cop va dir que un rei sense lletres era un ase coronat. Fou segurament el primer rei normand que va dominar amb fluïdesa l'anglosaxó. La seva erudició, el seu interès pel món de les lletres i el seu domini del llatí feren que fos conegut amb el sobrenom de Bellclergue (Beauclerc en francès), que cal entendre com a «el ben instruït, el docte, el lletraferit». També fou conegut amb el sobrenom de Lleó de la Justícia per les seves reformes i millores del sistema legislatiu i de l'aparell administratiu de la seva època.

## Herència i comtat
Enric fou el quart fill mascle de Guillem el Conqueridor i la seva esposa Matilde de Flandes. Al seu llit de mort, l'any 1087, Guillem llegà al seu fill gran Robert Curtahosa el Ducat de Normandia i al tercer fill Guillem el Regne d'Anglaterra. Enric rebé com a herència la quantitat de 5.000 lliures de plata. El fill segon, Ricard havia mort abans que son pare el 1081, en un accident de caça.
L'herència va causar enfrontaments entre els germans: Robert es va girar contra Guillem el Roig, mentre Enric es quedava a Normandia. A causa de la disputa, Guillem es va quedar unes poques terres que Enric havia heretat a Anglaterra. Robert va proposar un arranjament amb Enric: si li donava suport per fer fora del tron a Guillem, el nomenaria comte de Cotentin, un territori a l'oest de Normandia, més 3.000 lliures. Encara que l'intent de Robert per usurpar el tron va fracassar, Enric va obtenir el comtat que li havia promès. Robert va provar més endavant de prendre-li el comtat però Enric ja s'havia envoltat d'un grup de seguidors fidels que li ho van impedir. El juliol del 1088 va anar a Anglraterra a visitar el seu germà per veure si li retornaria la part de l'herència que li corresponia, cosa que no va aconseguir; mentrestant el bisbe Odó de Bayeux va convèncer Robert que els seus dos germans conspiraven contra ell i, quan Enric va tornar, el va fer empresonar Neuilly-la-Forêt i li va prendre el Comtat de Cotentin. Enric hi va passar tot l'hivern però a la primavera els nobles normands van instar Robert perquè l'alliberés.
A finals del 1090 Guillem va conspirar amb un magnat normand anomenat Conan Pilatus perquè alcés una revolta contra Robert a la capital del ducat, Rouen. Enric va anar a lluitar per defensar la ciutat mentre Robert va recular i el va deixar sol en la batalla. Quan les tropes del ducat van vèncer i Conan va oferir pagar una gran quantitat de diners a canvi del perdó, Enric no va tenir pietat i el va matar llançant-lo des de dalt del castell.
A començaments del 1091 Guillem II el Roig va envair Normandia dirigint personalment l'exèrcit. Això va forçar Robert a pactar un acord, el tractat de Rouen, segons el qual cadascú reconeixia l'altre com a hereu dels respectius territoris, en cas de mort. A Enric no li va fer gràcia aquest tractat i va menar un exercit des del seu comtat vers Rouen, però les forces del ducat li van sortir a l'encontre i va haver de recular fins a la fortalesa de Mont Saint-Michel on va restar assetjat fins al març. El desenllaç d'aquest esdeveniment no està ben documentat, sembla que Enric va fugir cap a la regió franca de Bretanya i durant dos anys es va dedicar a reforçar la relació amb els seus seguidors. Guillem va començar a donar suport a Enric enviant-li diners, amb els quals es va construir un castell a Domfront El 1094 Guillem preparava travessar el canal per tornar-se a enfrontar amb Robert i va demanar la col·laboració a Enric, el qual va viatjar a Londres per unir-se a ell. La campanya no va durar gaire, però des de llavors Enric va viatjar sovint a Anglaterra per visitar Guillem, amb qui va estretir llaços d'amistat.

## Rei d'Anglaterra
La mort accidental en una cacera del seu germà gran, Guillem II el Roig (2 d'agost del 1100) i l'absència del seu germà més gran Robert —que es trobava a Terra Santa combatent a les croades— el convertí en el nou sobirà d'Anglaterra, i fou coronat tres dies més tard (5 d'agost del 1100). Per a posar la noblesa normanda a favor seu i fer que l'acceptessin a ell com a nou rei d'Anglaterra en lloc de son germà Robert, concedí a la noblesa una Carta de Llibertats, que es considera l'antecessora de la Carta Magna.
Aquell mateix any es va casar amb Edit d'Escòcia —que, en casar-se i esdevenir reina d'Anglaterra, va canviar el seu nom pel de Matilde—, filla del rei d'Escòcia Malcolm III Canmore i de la seva segona esposa, la cèlebre santa Margarida d'Escòcia, filla del príncep Eduard Atheling d'Anglaterra (bandejat d'Anglaterra, i per tant, besneta d'Eduard II d'Anglaterra, l'últim membre de la Casa dels Cerdic) i de la seva dona, la princesa Àgueda d'Hongria. Enric aconseguia donar al relativament nou llinatge normand una certa legitimitat amb aquest matrimoni, ja que, en casar-se amb la besneta de Cerdic de Wessex, s'assegurava que els seus descendents també podrien assenyalar els Wessex com a antecessors seus.
El 1101 el seu germà Robert retornà a Anglaterra i intentà de fer valer els seus drets al tron anglès, però la falta de suport dels nobles normands el va fer desistir de la seva idea. Pel Tractat d'Alton, Robert reconegué Enric com a rei i aquest, a canvi, va concedir al seu germà una renda vitalícia anual de 2.000 marcs de plata. El pacte no va incloure el perdó per als nobles que no li havien estat fidels, als quals va castigar durament i aquests van marxar a la cort de Normandia o es van exiliar més lluny.

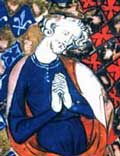
Enric I

L'any 1105, Enric va acusar Robert d'aliar-se amb els seus enemics i va emprendre una expedició per conquerir Normandia, al revés de com havia fet son pare anys enrere, Guillem el Conqueridor, que sent duc de Normandia va travessar el canal de la Mànega per conquerir Anglaterra. Enric es proposava eliminar la contínua amenaça al tron representada pel seu germà Robert i alhora suprimir la minva dels seus recursos fiscals que representava la paga de la renda vitalícia anual al seu germà.
El matí del 28 de setembre del 1106, exactament quaranta anys després que Guillem el Conqueridor hagués partit cap a Anglaterra, els seus fills Robert Curtahosa i Enric Bellclergue s'enfrontaren a la batalla de Tinchebray.
El ducat de Normandia fou annexionat llavors al regne d'Anglaterra, i el deposat duc i germà d'Enric de primer fou tancat a la Torre de Londres i, posteriorment, confinat successivament en els castells de Devizes i de Cardiff, on va morir el 1134. Durant el seu regnat es va gaudir d'una pau, tranquil·litat i seguretat que el país no havia tingut en molts anys; a més a més, va millorar el sistema de justícia del regne i reinstaurà molts dels codis legislatius del rei Eduard el Confessor.

## Relacions amb l'Església
El seu antecessor, Guillem el Roig havia tingut una mala relació amb el màxim representant de l'Església, l'arquebisbe Anselm de Canterbury, el qual va acabar en l'exili. Enric volia millorar la relació però quan Anselm va tornar li va fer saber que el papa Urbà II havia condemnat la pràctica d'alguns monarques que feien nomenaments eclesiàstics, cosa que Enric va refusar d'acceptar. Anselm va tornar a exiliar-se i el rei es va quedar amb els ingressos de l'Església. L'arquebisbe el va amenaçar amb excomunicar-lo i finalment van entrar en negociacions, després de les quals van acordar que els nomenaments els faria l'arquebisbe però conservaria el dret a demanar els clergues que fessin tasques, a petició del rei, amb relació a les propietats seculars que tradicionalment s'havien confiat a membres de l'Església. Amb el temps, el rei no va mantenir la paraula i va nomenar per càrrecs religiosos a persones laiques, que anteriorment havien estat consellers de la cort.
Quan Enric va decidir conquerir Normandia, Anselm li va fer costat, ja que això li permetria aplicar la reforma eclesiàstica sobre un territori més ampli.
L'arquebisbe de York, Thurstan, mantenia des de feia temps una controvèrsia amb l'arquebisbat de Canterbury, del qual deia que era independent. En aquesta disputa el rei es va posar a favor d'Anselm i, quan el 1119 Thurstan va ser confirmat en el càrrec pel papa sense que el sant pare fes cap esment a la deguda submissió a Canterbury, Enric va interpretar que el de York havia estat conspirant per desafiar la seva autoritat i el va enviar a l'exili on va restar un any fins que Anselm va proposar pactar una solució.
D'altra banda, Enric va ser un rei generós en les donacions a grups de reformistes que seguien l'exemple de Cluny i que es van establir a l'abadia de Reading. També va donar diners pels saviniencs, pels tironencs i per la creació d'hospitals i leproseries a càrrec de monges.

## Lleó de la Justícia

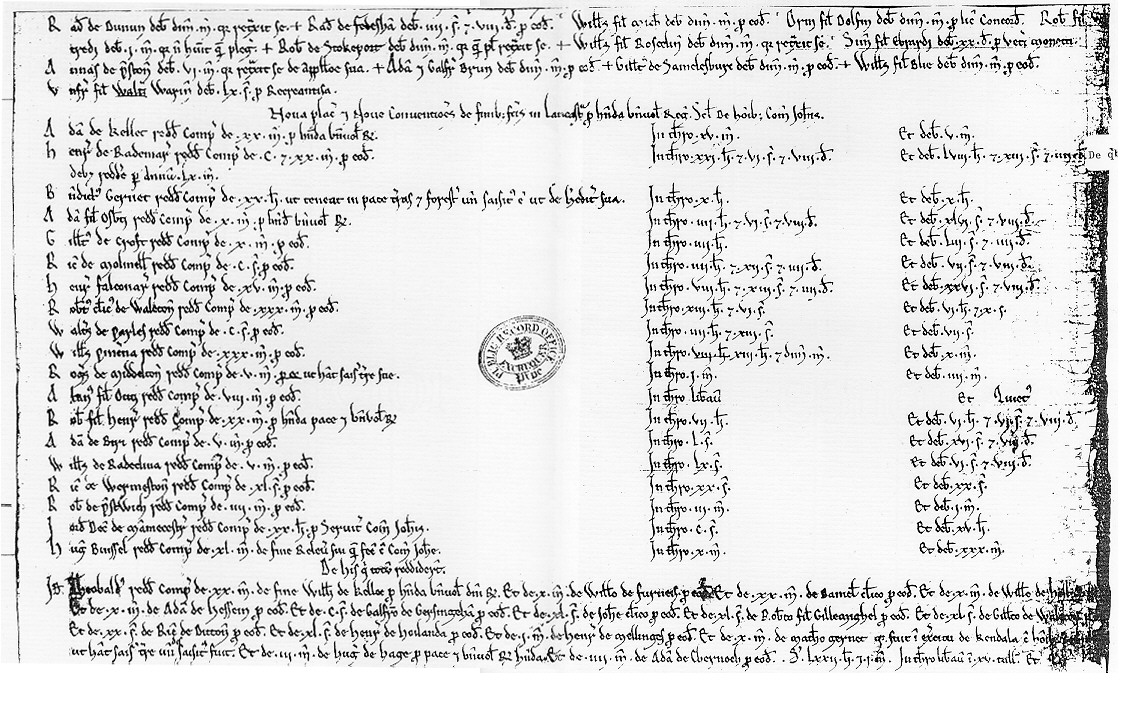
Un document de registre de la Tresoreria (pipe roll).

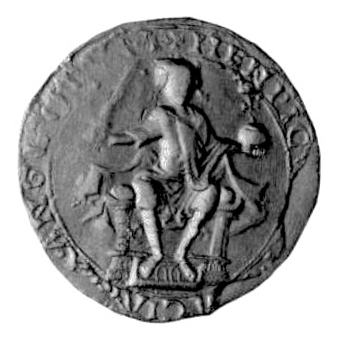
Segell reial d'Enric I.

Enric es va guanyar la reputació de ser implacable amb els barons que el traïen i, per saber qui eren, mantenia una xarxa d'espies que l'informaven de qualsevol esdeveniment que passés al seu reialme o en relació amb ell. Va ser un governant dur, però no gaire tenint en compte els estàndards de la seva època. Amb el temps va anar augmentant el control sobre els barons, desfent-se dels seus enemics i recompensant els que li eren fidels.
A Enric se li atribueix haver creat un sistema de justícia que arribava amb eficàcia a tot el regne: A Anglaterra es va basar en el sistema anglosaxó existent amb responsables locals, que també eren els encarregats de cobrar les taxes, però fa afegir a més institucions centralitzades de què en depenien els administradors locals. Roger de Salisbury, bisbe i canceller del rei va crear la Tresoreria reial, que ajuntava els ingressos recollits pels batlles (sheriffs) de cada comarca (shires). D'aquesta època es conserven els primers registres (pipe roll) escrits on consten les entrades de diners i el concepte pel qual eren ingressats. Durant el seu regnat es va crear la figura dels tribunals de justícia itinerants anomenats Justices in eyre. Sovint aquests tribunals resolien els casos ordenant el pagament d'una multa i, del cobrament de les multes més l'eficaç sistema de recollida de taxes, aviat la Tresoreria va estar plena.

## Relació amb altres reis
El 1108 Lluís VI de França va assolir el tron i va a demanar a Enric, com a governant del Ducat de Normandia que li jurés vassallatge, però Enric s'hi va negar. Lluís va respondre a l'ofensa enviant un exèrcit, tanmateix abans d'arribar a les armes els dos reis van arribar a un pacte. Folc V, comte d'Anjou, va passar de ser aliat d'Enric a declarar-se vassall del rei francès. També el comte Robert II de Flandes havia cercat l'aliança amb Enric a canvi d'una paga anyal, però quan aquesta paga no va arribar Robert es va posar al servei del rei de França, que era el seu senyor natural.
Enric va tenir problemes amb el regne de Gal·les, per causa dels colons flamencs que s'hi havien instal·lat. Owain ap Cadwgan va retenir uns ostatges per forçar el rei a entrar en relacions. Un altre que va desafiar l'autoritat va ser Gruffudd ap Cynan. Enric, amb el suport del rei d'Escòcia Alexandre va atacar Gal·les i va sotmetre el territori.
L'any 1115 volia arranjar la seva successió al ducat de Normandia i va aconseguir que la majoria dels barons reconeguessin els drets del seu fill Guillem Adelin, llevat del rei francès que va proposar el nebot d'Enric, Guillem Cliton. Això va fer esclatar una llarga guerra. El 1119 va ser ferit per un cop d'espasa que no va arribar a ser mortal gràcies a la cuirassa. El rei Lluís va demanar la intercessió del papa Calixt II en la qüestió, però no es va decantar per cap de les dues bandes i només els va exhortar a resoldre el conflicte dialogant. Finalment va arribar a un acord: El fill d'Enric seria reconegut successor però aquest hauria de retre vassallatge al rei francès, a canvi el rei anglès reconeixia Guillem Cliton com a segon en la línia successòria.

## Mort i successió
Després de la mort inesperada en un naufragi del seu únic fill legítim, Enric Bellclergue tractà amb totes les seves energies que els barons del regne acceptessin com a hereva al tron la seva filla i emperadriu del Sacre Imperi Romanogermànic Matilde d'Anglaterra. 
Morta la seva esposa Matilde/Edith el 1118, el rei decidí tornar-se a casar, en un intent desesperat de tenir un fill mascle que el succeís en el tron. El 29 de gener del 1122, a l'abadia de Westminster, va mullerar Adela de Lovaina quan aquesta només tenia 17 anys; Adeliza o Adela era la filla de Jofre I Lovaina, duc de la Baixa Lotaríngia i landgravi de Brabant. Lamentablement, aquest matrimoni no va tenir descendència. Enric I va morir a la ciutat de St.Denis-li-Fermont, a prop de Rouen, a Normandia, l'1 de desembre del 1135, d'una indigestió de llamprees, peix que li agradava moltíssim. Tenia 67 anys. Fou enterrat a l'abadia de Reading.

## Família

### Avantpassats

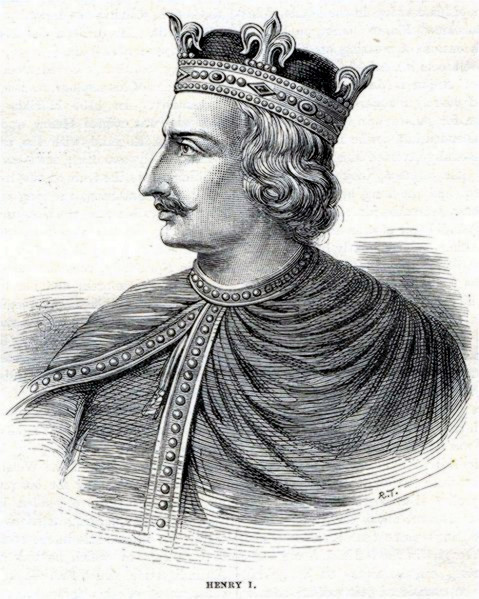
Enric I

|  |                           |  |  |  |  |  |  |  |  |  |  |  |  |  |  |  |
|  | 16. Ricard I de Normandia |  |  |  |  |  |  |  |  |  |  |  |  |  |  |  |
|  |                           |  |  |  |  |  |  |  |  |  |  |  |  |  |  |  |
|  |                           |  |  |  |  |  |  |  |  |  |  |  |  |  |  |  |
|  | 8. Ricard II de Normandia |  |  |  |  |  |  |  |  |  |  |  |  |  |  |  |
|  |                           |  |  |  |  |  |  |  |  |  |  |  |  |  |  |  |
|  |                           |  |  |  |  |  |  |  |  |  |  |  |  |  |  |  |
|  | 17. Gunnora               |  |  |  |  |  |  |  |  |  |  |  |  |  |  |  |
|  |                           |  |  |  |  |  |  |  |  |  |  |  |  |  |  |  |
|  |                           |  |  |  |  |  |  |  |  |  |  |  |  |  |  |  |
|  | 4. Robert I de Normandia  |  |  |  |  |  |  |  |  |  |  |  |  |  |  |  |
|  |                           |  |  |  |  |  |  |  |  |  |  |  |  |  |  |  |
|  |                           |  |  |  |  |  |  |  |  |  |  |  |  |  |  |  |
|  | 18. Conan I de Bretanya   |  |  |  |  |  |  |  |  |  |  |  |  |  |  |  |
|  |                           |  |  |  |  |  |  |  |  |  |  |  |  |  |  |  |
|  |                           |  |  |  |  |  |  |  |  |  |  |  |  |  |  |  |
|  | 9. Judit de Bretanya      |  |  |  |  |  |  |  |  |  |  |  |  |  |  |  |
|  |                           |  |  |  |  |  |  |  |  |  |  |  |  |  |  |  |
|  |                           |  |  |  |  |  |  |  |  |  |  |  |  |  |  |  |
|  | 19. Ermengarda d'Anjou    |  |  |  |  |  |  |  |  |  |  |  |  |  |  |  |
|  |                           |  |  |  |  |  |  |  |  |  |  |  |  |  |  |  |
|  |                           |  |  |  |  |  |  |  |  |  |  |  |  |  |  |  |
|  | 2. Guillem I d'Anglaterra |  |  |  |  |  |  |  |  |  |  |  |  |  |  |  |
|  |                           |  |  |  |  |  |  |  |  |  |  |  |  |  |  |  |
|  |                           |  |  |  |  |  |  |  |  |  |  |  |  |  |  |  |
|  | 10. Fulbert de Falaise    |  |  |  |  |  |  |  |  |  |  |  |  |  |  |  |
|  |                           |  |  |  |  |  |  |  |  |  |  |  |  |  |  |  |
|  |                           |  |  |  |  |  |  |  |  |  |  |  |  |  |  |  |
|  | 5. Arlette de Falaise     |  |  |  |  |  |  |  |  |  |  |  |  |  |  |  |
|  |                           |  |  |  |  |  |  |  |  |  |  |  |  |  |  |  |
|  |                           |  |  |  |  |  |  |  |  |  |  |  |  |  |  |  |
|  | 1. Enric I d'Anglaterra   |  |  |  |  |  |  |  |  |  |  |  |  |  |  |  |
|  |                           |  |  |  |  |  |  |  |  |  |  |  |  |  |  |  |
|  |                           |  |  |  |  |  |  |  |  |  |  |  |  |  |  |  |
|  | 24. Arnold II de Flandes  |  |  |  |  |  |  |  |  |  |  |  |  |  |  |  |
|  |                           |  |  |  |  |  |  |  |  |  |  |  |  |  |  |  |
|  |                           |  |  |  |  |  |  |  |  |  |  |  |  |  |  |  |
|  | 12. Balduí IV de Flandes  |  |  |  |  |  |  |  |  |  |  |  |  |  |  |  |
|  |                           |  |  |  |  |  |  |  |  |  |  |  |  |  |  |  |
|  |                           |  |  |  |  |  |  |  |  |  |  |  |  |  |  |  |
|  | 25. Susanna d'Itàlia      |  |  |  |  |  |  |  |  |  |  |  |  |  |  |  |
|  |                           |  |  |  |  |  |  |  |  |  |  |  |  |  |  |  |
|  |                           |  |  |  |  |  |  |  |  |  |  |  |  |  |  |  |
|  | 6. Balduí V de Flandes    |  |  |  |  |  |  |  |  |  |  |  |  |  |  |  |
|  |                           |  |  |  |  |  |  |  |  |  |  |  |  |  |  |  |
|  |                           |  |  |  |  |  |  |  |  |  |  |  |  |  |  |  |
|  | 26. Frederic de Luxemburg |  |  |  |  |  |  |  |  |  |  |  |  |  |  |  |
|  |                           |  |  |  |  |  |  |  |  |  |  |  |  |  |  |  |
|  |                           |  |  |  |  |  |  |  |  |  |  |  |  |  |  |  |
|  | 13. Ogiva de Luxemburg    |  |  |  |  |  |  |  |  |  |  |  |  |  |  |  |
|  |                           |  |  |  |  |  |  |  |  |  |  |  |  |  |  |  |
|  |                           |  |  |  |  |  |  |  |  |  |  |  |  |  |  |  |
|  | 3. Matilde de Flandes     |  |  |  |  |  |  |  |  |  |  |  |  |  |  |  |
|  |                           |  |  |  |  |  |  |  |  |  |  |  |  |  |  |  |
|  |                           |  |  |  |  |  |  |  |  |  |  |  |  |  |  |  |
|  | 28. Hug Capet             |  |  |  |  |  |  |  |  |  |  |  |  |  |  |  |
|  |                           |  |  |  |  |  |  |  |  |  |  |  |  |  |  |  |
|  |                           |  |  |  |  |  |  |  |  |  |  |  |  |  |  |  |
|  | 14. Robert II de França   |  |  |  |  |  |  |  |  |  |  |  |  |  |  |  |
|  |                           |  |  |  |  |  |  |  |  |  |  |  |  |  |  |  |
|  |                           |  |  |  |  |  |  |  |  |  |  |  |  |  |  |  |
|  | 29. Adelaida d'Aquitània  |  |  |  |  |  |  |  |  |  |  |  |  |  |  |  |
|  |                           |  |  |  |  |  |  |  |  |  |  |  |  |  |  |  |
|  |                           |  |  |  |  |  |  |  |  |  |  |  |  |  |  |  |
|  | 7. Adela de Flandes       |  |  |  |  |  |  |  |  |  |  |  |  |  |  |  |
|  |                           |  |  |  |  |  |  |  |  |  |  |  |  |  |  |  |
|  |                           |  |  |  |  |  |  |  |  |  |  |  |  |  |  |  |
|  | 30. Guillem I de Provença |  |  |  |  |  |  |  |  |  |  |  |  |  |  |  |
|  |                           |  |  |  |  |  |  |  |  |  |  |  |  |  |  |  |
|  |                           |  |  |  |  |  |  |  |  |  |  |  |  |  |  |  |
|  | 15. Constança d'Arle      |  |  |  |  |  |  |  |  |  |  |  |  |  |  |  |
|  |                           |  |  |  |  |  |  |  |  |  |  |  |  |  |  |  |
|  |                           |  |  |  |  |  |  |  |  |  |  |  |  |  |  |  |
|  | 31. Adelaida d'Anjou      |  |  |  |  |  |  |  |  |  |  |  |  |  |  |  |
|  |                           |  |  |  |  |  |  |  |  |  |  |  |  |  |  |  |
|  |                           |  |  |  |  |  |  |  |  |  |  |  |  |  |  |  |

### Núpcies i descendents
L'11 de novembre del 1100 es va casar a l'abadia de Westminster amb Edith d'Escòcia, la qual va adoptar aleshores el nom de Matilde, en honor de la mare del rei. El matrimoni tingué tres fills:
- Eufèmia (Winchester, VII. 1101).
- Matilde d'Anglaterra (n. Winchester, 7.2.1102 - m. Rouen, Normandia, 10.9.1167), casada amb l'emperador Enric V del Sacre Imperi Romanogermànic. A la mort del seu marit, l'emperador, es va tornar a casar amb Jofre V Plantagenet. No va poder fer valer els seus drets al regne d'Anglaterra sobre Esteve de Blois.
- Guillem Adelin (nat a Winchester, agost del 1103 i mort ofegat el 25 de novembre del 1120 en el naufragi del seu vaixell, La Blanca Nau (francès: La Blanche Nef; anglès: The White Ship), a Barfleur, Normandia), casat amb Elisabet d'Anjou, germana gran de Jofré V d'Anjou, el qui seria, amb el temps, el segon espòs de sa germana Matilde (n.1107-m.1154); Elisabet d'Anjou, en enviduar, es va fer monja i esdevingué abadessa de l'Abadia de Fontevrault.

Enric va tenir diverses estimades abans de casar-se amb les quals va tenir molts fills il·legítims: uns 9 fills i 13 filles, la major part dels quals va reconèixer. El 1129 va fer construir a Woodstock un palau per la seva preferida, Rosamund Clifford, una residència que es va fer famosa per la seva col·lecció d'animals exòtics.